# Ongeluksnek
Ongeluksnek is een 2 536 m hoge bergpas in de provincie Oost-Kaap van Zuid-Afrika (de voormalige Transkei) en grensovergang naar Lesotho. Het is ook de naam van een natuurreservaat dat de bergpas omgeeft.
De onverharde weg DR08646 doorsnijdt het park en voert over de pas. Een Zuid-Afrikaanse grenspost bevindt zich aan de voet van de pas op geruime afstand van de eigenlijke grens. In 2016 is er (nog) geen grenspost aan de Lesotho-kant omdat deze nog gerenoveerd wordt. De weg is te bereiken vanuit Matatiele via de R56 naar het westen. Matatiele ligt via de N2 en de R56 op zo'n 3 uur van Durban in KwaZulu-Natal. Aan de kant van Lesotho ligt Mphaki.
De pas dankt zijn naam aan een van de trekkers van de Griqua-trek in 1860 die er stierf aan een schotwond, maar ook vandaag verdient de plek vaak zijn naam nog. Het pad eroverheen is nauwelijks een weg te noemen, wordt vrijwel niet onderhouden en vereist een goede 4x4 terreinwagen of een motor, hoewel motorrijders de pas soms te machtig blijkt.

## Natuur
Het reservaat telt een rijke verscheidenheid aan zoogdiersoorten zoals de rietbok, reebokantilope, duiker, klipdas, jakhals, caracal, aardvarken en baviaan. Ook vogelliefhebbers komen er aan hun trekken met o.a. de Kaapse gier, lammergier, roodkeellangklauw, piepers, leeuweriken, Stanleys kraanvogel, kroonkraan, Denhams trap, secretarisvogel, lannervalk.
De begroeiing wordt vochtig zuurveld genoemd (type Drakensberg-uitlopers) en bestaat lager op de berg voornamelijk uit graslanden met grassen als Themeda. Hogerop wordt de flora meer Alpijns van aard.
De pas ligt in ruig bergachtig terrein in de Drakensbergen op de rand van de hoogvlakte die steil afvalt in de richting van de Indische Oceaan. Geologisch bestaat het gebied vooral uit basaltische lava's van de Drakensberggroep, een ondergroep van de Karoo-supergroep. Wat lager rond 1600 m is er fijnkorrelige zandsteen van de Clarens Formatie ontsloten.

## Klimaat
Door de hoge ligging is dit een koele streek van het land: in de zomer schommelt de temperatuur tussen 6°C en 28°C. In de winter vriest het regelmatig en ligt er vaak sneeuw. Er valt naar verhouding vrij veel regen, zo'n 750 mm per jaar en plaatselijk zelfs 1800 mm. Door de steile hellingen en het gebrek aan grond op de rotsen watert de meeste regenval snel af via de Kinira die in het Umzimvububekken uitkomt of de Lebelle- en Jordanrivieren.